# 4 Pułk Lotnictwa Bombowego

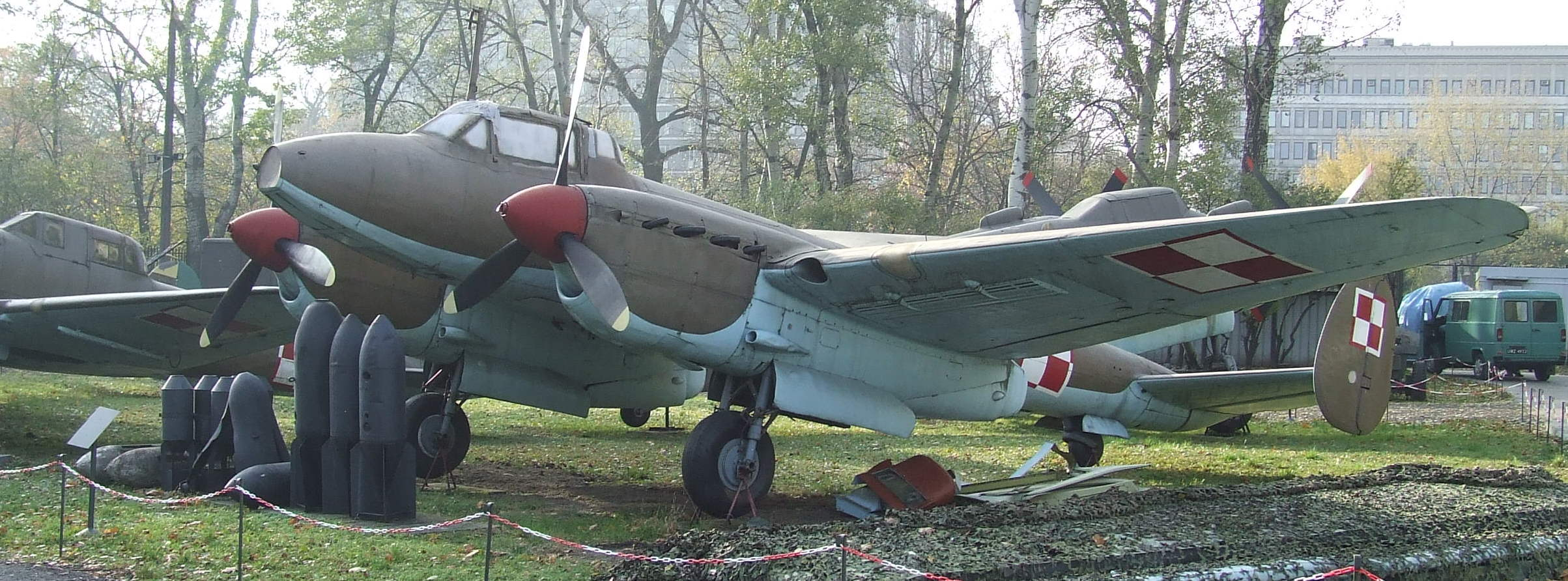
Pe-2

4 Pułk Lotnictwa Bombowego (4 plm) – oddział lotnictwa bombowego ludowego Wojska Polskiego. 

## Formowanie i zmiany organizacyjne
W październiku 1944 roku, na bazie radzieckiego 458 Pułku Lotnictwa Bombowego z 326 Dywizji Lotnictwa Bojowego, sformowano lotnisku w Wypełzowie (ZSRR) 4 Pułk Lotnictwa Bombowego. W  listopadzie pułk szkolił się w Tule, a od grudnia pułk stacjonował Mirogrodzie.  
Jednostka weszła w skład 1 Dywizji Lotnictwa Bombowego. W końcu marca 1945 roku pułk został przebazowany do Polski i rozmieszczony na lotnisku w Sunnikach koło Sochaczewa.
1 maja 1945 roku pułk liczył 276 osób, w tym 112 oficerów, 154 podoficerów i 10 szeregowców. W składzie personelu latającego było po 32 pilotów i nawigatorów oraz 31 strzelców radiotelegrafistów. Uzbrojenie jednostki stanowiły 32 Pe-2 i jeden samolot Po-2.
Do końca wojny pułk nie osiągnął gotowości bojowej i w działaniach bojowych nie brał udziału.
W 1946 roku, w związku z przejściem lotnictwa Wojska Polskiego na stopę pokojową, 4 pułk lotnictwa bombowego został rozformowany .

## Obsada personalna pułku
- dowódca pułku

mjr P. Biełogłazow
mjr Sołowiew
- zastępca dowódcy pułku do spraw polityczno-wychowawczych - mjr Toropczyn
- szef sztabu - mjr J. Jefimcew